# Pișcolt
Pișcolt es una comuna ubicada en el distrito de Satu Mare, Rumania.

## Superficie
Posee una superficie de 71,04 kilómetros cuadrados.

## Demografía
Hasta 2021 la población era de 2932 habitantes, con una densidad de población de 41,27 habitantes por kilómetro cuadrado.